# Брамс: Дечак II
Брамс: Дечак II (енгл. Brahms: The Boy II) амерички је натприродни хорор филм из 2020. године у ком играју Кејти Холмс, Ралф Ајнесон, Кристофер Конвери и Овен Јоуман. Самостални наставак филма Дете зла из 2016. године, режирао га је Вилијам Бренд Бел и написао Стејси Менеар, редитељ и писац оригиналног филма.
Брамс: Дечак II прати дечака који, након што се преселио у вилу са родитељима након трауматичног инцидента, проналази живописну лутку за коју се везује. Филм је издат 21. фебруара 2020. године у Сједињеним Државама, дистрибутера STX Entertainment-а, а критиковали су га многи, од којих су га многи сматрали инфериорним у односу на претходника. Филм је издат 12. марта 2020. године у Србији, дистрибутера Blitz Film & Video Distribucija. Филм је био и финансијско разочарење, зарађујући 20 милиона америчких долара широм света у односу на буџет од 10 милиона америчких долара плус трошкове оглашавања, што је мање од трећине бруто првог филма.

## Радња
Лајза и њен син, Џуд, преживели су провалу од стране двојице маскираних мушкараца, али су остали трауматизовани тим догађајем. Лајзу муче ноћне море док Џуд развија мутизам, па комуницира путем бележнице. Лајзин муж, Шон, предлаже им да се преселе на село како би се опоравили. Породица се сели у властелинство, несвесна његове мрачне историје.
Дошавши у властелинство, они истражују имање и Џуд проналази порцеланску лутку закопану у земљу. Лајза и Шон истражују оближњу вилу. Схвативши да је Џуд нестао, Лајза га тражи и проналази га са лутком. Охрабрена Џудовом повезаношћу с њом, Лајза чисти „Брамса”, чинећи лутку новом.
Следећег дана, Лајза и Шон прошетају по имању на Џудов захтев. Упознају Џозефа, чувара имања, и његовог пса. Напетости настају када Шон присиљава Лајзу да прича о догађајима провале, а она то не жели.
Вративши се у кућу, Лајза и Шон су чули Џуда како разговара у његовој соби. Питају га да ли разговара са Брамсом, а Џуд пише „да” у своју бележницу. Око куће се дешавају чудни догађаји, а Шон и Лајза разговарају са својим терапеутом о промени Џудовог понашања.
Џозеф разговара са Џудом о томе да му је пас нестао, али изгледа да нико није видео пса. Лајза проналази узнемирујуће слике у Џудовој бележници и претпоставља да их је он нацртао. Касније те вечери, породица вечера, а Џуд у своју бележницу пише да недостаје Брахмсов тањир. Лајза, узнемирена због тога, каже да Брамс не једе јер је лутка. Она и Шон се свађају у кухињи и Шон излази из собе. Она одлази да седи са Џудом за столом и каже му да мора да остане за столом док не поједе вечеру. Он у своју бележницу пише да она чини Брамса љутим. Она излази из трпезарије и чује гласну буку. Она и Шон утрче у собу, затекавши да су трпезаријски сто и столице преврнути. Џуд је уплашен написао да је рекао Лајзи да не љути Брамса. Расправљајући о Брамсу и Џуду, Шон и Лајза се не слажу око мистериозних ствари које се догађају.
Џуд одлази у оближњу вилу са Брамсом у руци, остављајући белешку која гласи „Требало је да се придржавате правила”. Џозеф проналази Шона и Лајзу у вили и укратко им прича о породици која је пре тамо живела. Каже да је тамо живео дечак по имену Брамс; убио је двоје људи и није напустио вилу 30 година.
Убрзо након тога, Шонов брат и његова породица долазе у посету. Вил, Џудов рођак, током посете се мистериозно повреди. Лајза се још више узрујава. Џозеф касније удара Лајзу у главу, а она га моли да јој каже где је Џуд. Џозеф јој каже да ће ускоро бити готово и да ће „Брамс и Џуд бити једно”. Она се ослободи и оде да тражи Џуда у вили.
Шон проналази Лајзу и Џуда у подруму и удара Брамса штапом за крикет, откривајући демонско, труло подручје испод његовог лица. Џозеф тада почиње да се плаши и каже да „Никада неће бити готово” и да ће Брамс неуспех породице да „поштује правила” искалити на њему. Пећ тада експлодира, убија Џозефа, али оставља породицу неповређеном. Џуд зграби Брамса и баци га у ватру.
Лајза, Шон и Џуд ускоро се враћају у свој дом у граду и све изгледа нормално. Међутим, када остане сам у својој соби, Џуд одлази до своје комоде и ставља порцеланску маску. Он жели Брамсу лаку ноћ и каже да ће све бити у реду ако се његова породица придржава правила.

## Улоге
| Глумац            | Улога     |
| ----------------- | --------- |
| Кејти Холмс       | Лајза     |
| Овен Јоуман       | Шон       |
| Кристофер Конвери | Џуд       |
| Ралф Ајнесон      | Џозеф     |
| Анџали Џеј        | др Лоренс |
| Оливер Рајс       | Лијам     |
| Натали Мун        | Памела    |
| Дафни Хоскинс     | Софи      |
| Џоели Колинс      | Мери      |